# Thyrosticta minuta
Thyrosticta minuta är en fjärilsart som beskrevs av Jean Baptiste Boisduval 1833. Thyrosticta minuta ingår i släktet Thyrosticta och familjen björnspinnare. Inga underarter finns listade i Catalogue of Life.